# Greektown
Als Greektown (deutsch: "Griechenstadt") bezeichnet man (meistens umgangssprachlich, aber auch offiziell) ethnische Stadtviertel der Griechischen Diaspora. Er entspricht dem (selteneren) Begriff Griechenviertel im deutschsprachigen Raum. 
Im Gegensatz zu anderen Emigrantenvierteln wurden die Greektowns meist nur von der ersten oder zweiten Emigrantengeneration bewohnt, während die folgenden Generationen sich über die ganze Stadt verstreuten. Aus den Armenvierteln von einst wurden meist gentrifizierte Ausgehviertel mit griechischen Restaurants, Lebensmittelgeschäfte, Cafés usw. die nun allgemein von Einheimischen und Touristen aufgesucht werden.

## Greektowns weltweit

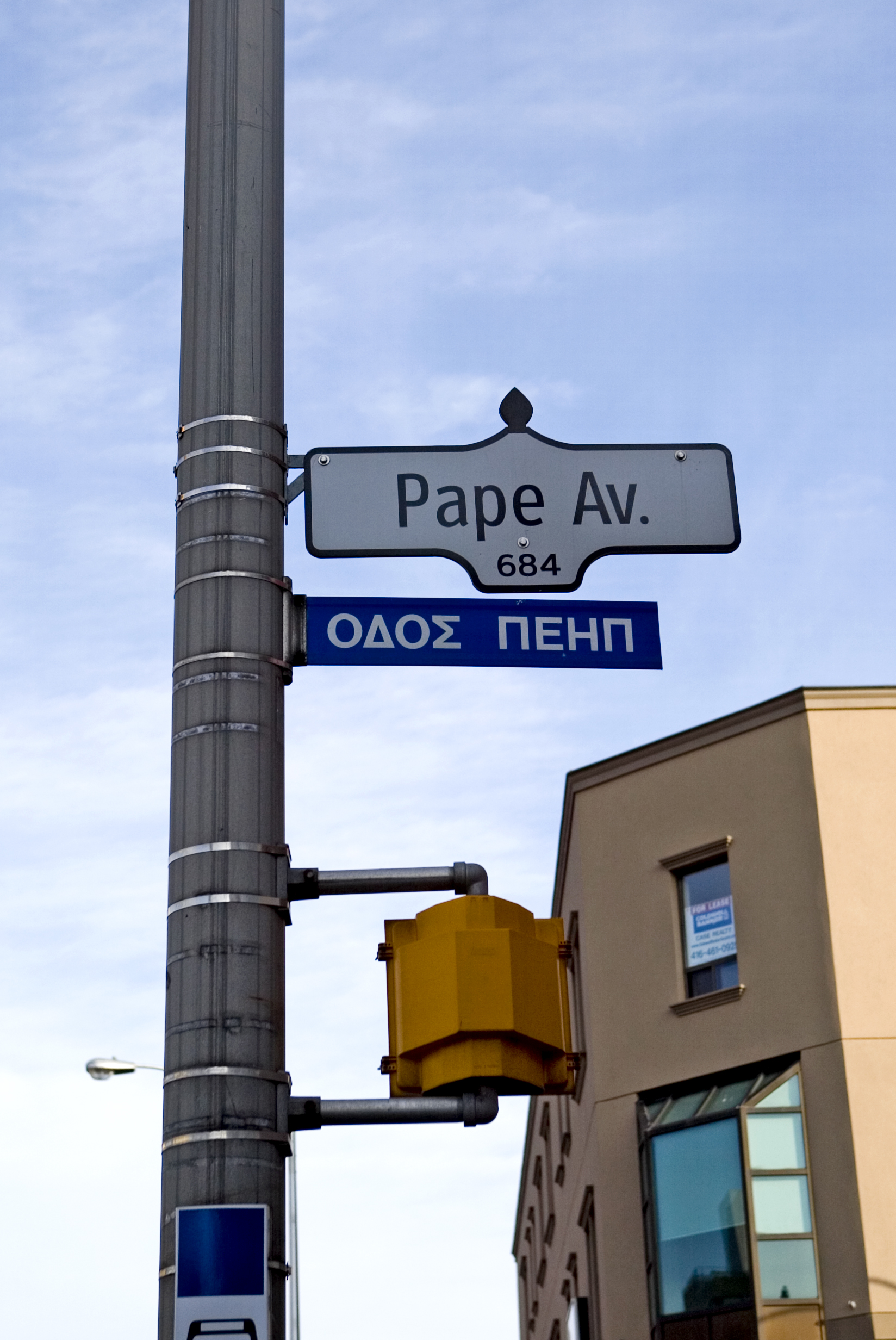
Straßenschild in Greektown, Toronto

In folgenden Städten sind griechische Viertel vorzufinden:

### In Kanada
- Montreal, an der Avenue du Parc.
- Toronto, Greektown (Toronto)  auch: Greektown on the Danforth
- Vancouver

### In den Vereinigten Staaten
- New York City (Astoria, Queens)
- Detroit (Greektown Historic District)
- Chicago, Greektown (Chicago)
- Baltimore
- Tarpon Springs

### In Australien
- Brighton-Le-Sands
- Earlwood
- Mount Gravatt
- Oakleigh
- West End

### Im Vereinigten Königreich
- London (Greek Street, Palmers Green, Wood Green, Green Lanes, Cyprus)